# Vrbovac (Odžak)
Pour les articles homonymes, voir Vrbovac.
Vrbovac (en cyrillique : Врбовац) est un village de Bosnie-Herzégovine. Il est situé dans la municipalité d'Odžak, dans le canton de la Posavina et dans la fédération de Bosnie-et-Herzégovine. Selon les premiers résultats du recensement bosnien de 2013, il compte 1 136 habitants.
Avant la guerre de Bosnie-Herzégovine, le village faisait entièrement partie de la municipalité d'Odžak ; après la guerre, son territoire a été partiellement rattaché la municipalité de Vukosavlje nouvellement créée et intégrée à la république serbe de Bosnie.

## Démographie

### Évolution historique de la population
| 1948 | 1953 | 1961  | 1971  | 1981  | 1991  | 2013  |
| ---- | ---- | ----- | ----- | ----- | ----- | ----- |
| -    | -    | 1 400 | 1 648 | 1 692 | 1 721 | 1 136 |

|  |